# Адам Лалана
Адам Дејвид Лалана (енгл. Adam David Lallana; 10. мај 1988) енглески је фудбалер који игра на позицији везног играча и наступа за Саутемптон. 

## Успеси
Саутемптон
- Фудбалски лига Трофеј: 2009/10.[4]
- Финалиста Лиге један Енглеске: 2010/11.[5]
- Финалиста Чемпионшипа: 2011/12.[6]

Ливерпул
- Премијер лига: 2019/20.[7]
- Лига шампиона: 2018/19,[8] финалиста: 2017/18.[9]
- УЕФА суперкуп: 2019.[10]
- Светско клупско првенство: 2019.[11]
- Финалиста Лига купа Енглеске: 2015/16.[12]
- Финалиста Лиге Европе: 2015/16.[13]

Појединачни
- Идеални тим године у избору ПФА: Лига један 2010/11, Чемпионшип 2011/12, Премијер лига 2013/14.
- Идеални тим деценије Фудбалске лиге Енглеске: 2015.
- Најбољи фудбалер Енглеске: 2016.